# Golpe de Estado nas Fiji de 2006
O Golpe de Estado em Fiji de 2006 é o quarto golpe de Estado ocorrido no país nos últimos 20 anos. Foi liderada pelo comandante Frank Bainimarama em 3 de dezembro de 2006.

## Antecedentes do golpe
Em Fiji, principalmente dois grupos étnicos distintos coexistem: os fijianos nativos e os indo-fijianos (fijianos com descendência indiana). A maioria da população é de fijianos nativos, o que por vezes cria discriminação contra os indo-fijianos. O conflito racial parecia superado em 1999, quando Mahendra Chaudhry, um indo-fijiano, alcançou o posto de Primeiro-Ministro. Mas, um ano depois, em 29 de maio de 2000, George Speight, nacionalista radical, liderou um golpe de Estado que derrubou Chaudhry. Os militares intervieram, e logo o país retornou à normalidade constitucional, e Laisenia Qarase foi eleito como primeiro-ministro. Desde então e até 2006, Qarase comandou uma política de anistia para com os autores do golpe de Speight.

## O golpe
O líder do golpe de Estado que derrubou o governo de Fiji declarou estado de emergência em 6 de dezembro e fortaleceu seu poder depois de garantir o controle do Parlamento de Fiji e prender várias personalidades que se opuseram ao golpe de Estado na pequena nação do Pacífico Sul. Bainimarama declarou-se presidente, colocando Jona Senilagakali como primeiro-ministro, o que causou uma rejeição maior no Grande Conselho de Chefes, que continuou a reconhecer Qarase como primeiro-ministro.
Após um processo mediador no qual interveio, entre outros políticos, o governador-geral da Nova Zelândia, Anand Satyanand, o então presidente-ditador de Fiji, Bainimarama, devolveu o cargo de chefe de Estado ao presidente constitucional, Josefa Iloilo. Porém, Iloilo concedeu a Bainimarama o cargo de primeiro-ministro, e as eleições gerais foram adiadas de 2009 para 2014.

## Repercussão
Em 4 de janeiro de 2007, os militares anunciaram que a restauração do poder executivo com o presidente Iloilo , levaria a uma ação militar. No dia seguinte, Iloilo nomeou Bainimarama como primeiro-ministro no cargo, para indicar claramente que era o militar que continuava a ter o controle do país.
Depois de sufocar o golpe, Bainimarama começou a publicar relatórios de intimidação contra aqueles que são críticos do regime. Duas pessoas morreram em custódia militar desde dezembro de 2006. Estas mortes foram investigadas e os suspeitos executados, mas não foi suficiente para acalmar as coisas.
Em 9 de abril de 2009 o Tribunal de Recurso vetou a decisão do Supremo Tribunal Federal de tornar ilegal a oposição ao governo Qarase por parte de Bainimarama, que concordou em renunciar ao cargo de primeiro-ministro imediatamente junto com seu governo inteiro, como presidente Iloilo disse que "[Bainimarama] é uma pessoa distinta, independente das partes deste litígio, como primeiro-ministro […] e capaz de levar este país a eleições livres … ". No dia seguinte, o presidente Iloilo suspendeu a Constituição, dissolveu o tribunal de recurso e se auto-nomeou chefe de Estado. Novamente designou Bainimarama como primeiro-ministro, e restabeleceu seu gabinete anterior.
Em 13 de julho, o país tornou-se a primeira nação expulsa do Fórum das Ilhas do Pacífico, por sua incapacidade de fazer eleições democráticas, e em 1 de setembro tornou-se o segundo país a ser excluída da Commonwealth of Nations. A decisão foi tomada porque Frank Bainimarama recusou-se a convocar eleições democráticas em 2010, ocasionando a expulsão de Fiji da Commonwealth como uma forma de retaliação à ditadura de Bainimarama. Os críticos acusam Bainirama de "o arquiteto da abolição da Constituição, e que cometeu crimes contra os direitos humanos para derrotar seus opositores".